# Madeleine Daniélou
Pour les articles homonymes, voir Daniélou.
Madeleine Daniélou, née Madeleine Marie Louise Amélie Clamorgan le 16 novembre 1880 à Mayenne, et morte le 13 octobre 1956 à Neuilly-sur-Seine est la fondatrice d'un groupe d'écoles privées pour les jeunes filles : les collèges Sainte-Marie et les écoles Charles-Péguy. 
Tout en étant elle-même laïque, elle a  également fondé une société de vie apostolique féminine : la communauté apostolique Saint-François-Xavier. Reçue première à l'agrégation de lettres en 1903, elle est l'auteur de nombreux ouvrages sur la philosophie de l'éducation.

## Biographie

### Famille et formation
Elle naît le 16 novembre 1880, à Mayenne,.
De 1892 à 1894, elle séjourne au Tonkin, où son père, le colonel Clamorgan, est en poste. Adolescente, elle revient en métropole poursuivre ses études. De 1895 à 1898, elle suit des études à Brest. À partir de 1898, elle effectue au collège Sévigné à Paris une préparation au certificat d'aptitude à l'enseignement secondaire qu'elle obtient en 1902, puis prépare l'agrégation, section littéraire, où elle est reçue première en 1903. Promu général, son père meurt au Tonkin en 1904.
Elle épouse à Paris, le 27 juillet 1904, Charles Daniélou (1878-1953), poète et homme politique, dont elle a six enfants :
- Jean Daniélou, théologien et cardinal (1905-1974) ;
- Alain Daniélou, indianiste et musicologue (1907-1994) ;
- Catherine Daniélou (1909-1992), épouse de l'avocat Georges Izard et mère du producteur de télévision Christophe Izard ;
- François Daniélou (1912-1957), père de la photographe Sophie Bassouls et de Caroline Daniélou-Thierry ;
- Louis Daniélou (1912-1942), Français libre durant la Seconde Guerre mondiale, tué au-dessus de Gibraltar au cours d'une mission confiée par le général de Gaulle ;
- Marie Daniélou épouse Hainglaise (1917-1975), membre de l'équipe de France de ski à l'époque d'Émile Allais.

Elle est inhumée au cimetière nouveau de Neuilly-sur-Seine dans le caveau de la communauté apostolique Saint-François-Xavier.

### Enseignement
Elle enseigne au collège Sévigné de 1904 à 1905. Fervente catholique, conseillée par le père jésuite Léonce de Grandmaison, elle fonde en 1911 une communauté apostolique de femmes consacrées, la communauté apostolique Saint-François-Xavier, dont la spiritualité est d'inspiration ignatienne, communauté qui « assure la continuité et la cohérence de l'œuvre entreprise : continuité dans le temps, à travers la diversité des personnes qui se succèdent dans les tâches d'éducation ; cohérence dans les objectifs et les fins visés, à travers les adaptations nécessaires et les novations fécondes de toute œuvre vivante ». En 1913 naît, à l'instigation de Madeleine Daniélou, le collège Sainte-Marie de Neuilly qui est le premier lycée de France où les jeunes filles passent un baccalauréat classique[réf. nécessaire].

#### Collèges Sainte-Marie et écoles Charles-Péguy
« Il faudrait fonder des collèges où les valeurs chrétiennes et les valeurs intellectuelles fussent unies », disait Madeleine Daniélou.

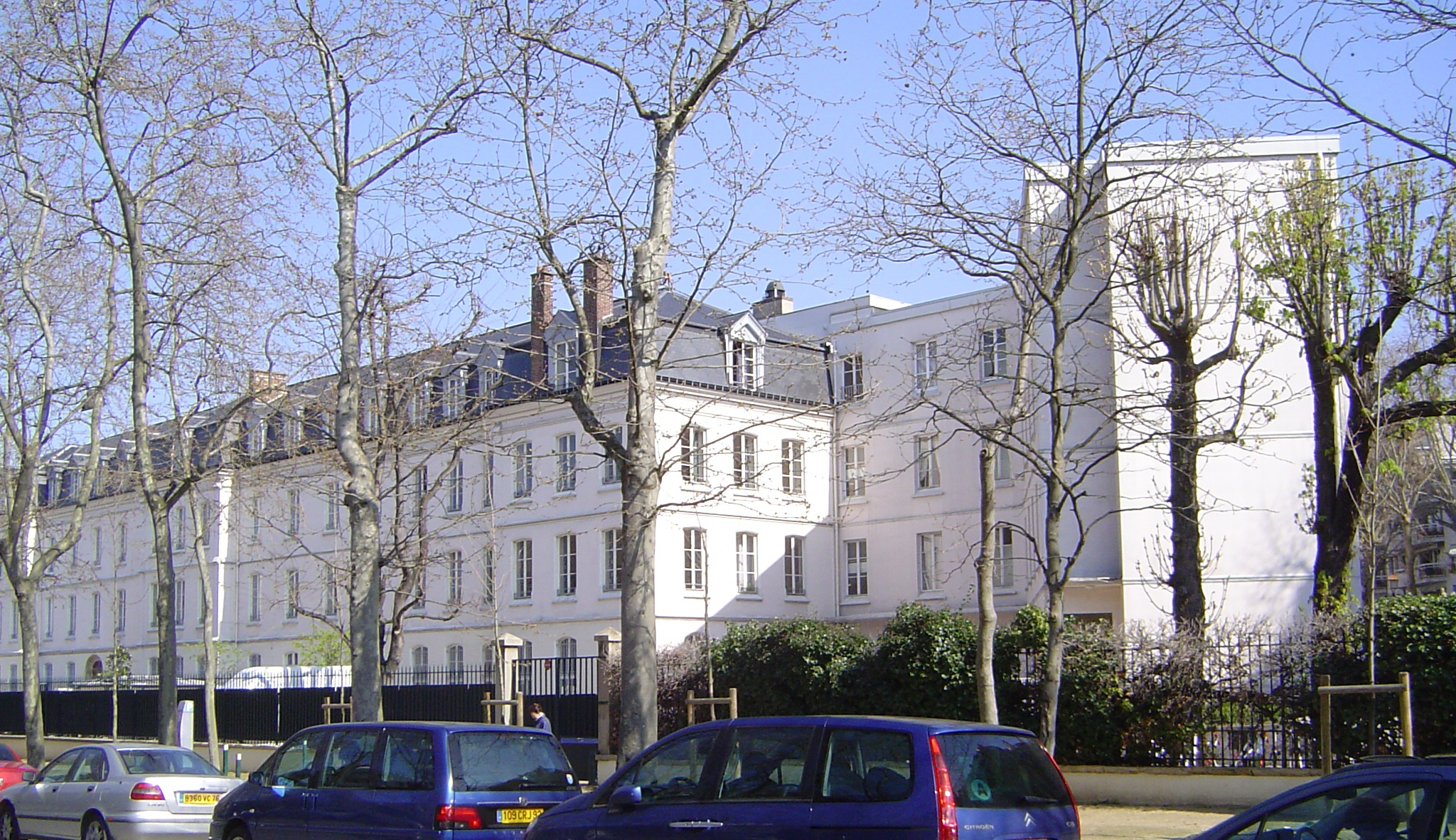
Collège Sainte-Marie à Neuilly-sur-Seine.

En 1907, était créée à Paris une école normale libre à laquelle s'adjoignit très vite le collège Sainte-Marie de Neuilly, ouvert en 1913, et en 1929 le collège Sainte-Marie du Maine, situé avenue du Maine à Paris.
Ensuite, plusieurs collèges « Sainte-Marie » ouvrent à Paris, puis ailleurs en France et en Afrique et aussi les écoles Charles-Péguy : en 1936 à Bobigny (Seine-Saint-Denis), et en 1941 dans le 11e arrondissement de Paris, le collège agricole de Boissay à Fougères-sur-Bièvre (Loir-et-Cher) en 1946, l’école Charles-Péguy de Montreuil (Seine-Saint-Denis) en 1949, Sainte-Marie de Blois en 1953, Sainte-Marie de Passy en 1938, transféré en 1970 à Rueil-Malmaison sous le nom de Centre Madeleine-Daniélou, Sainte-Marie des Invalides (1952-1980, aujourd'hui lycée Paul Claudel-d'Hulst), le lycée Sainte-Marie des Cocody à Abidjan (Côte d’Ivoire) en 1962, l’école Charles-Péguy de Rueil-Malmaison (Hauts-de-Seine) en 1968, le collège Mô Fant à Dapaong, Togo en 1970.
Dès le début, les collèges Sainte-Marie accueillent les enfants à la fois en primaire et secondaire. Le programme d’enseignement de ce premier collège s’inspira du programme des lycées de garçons, alors différent de celui des lycées de filles.
L'association amicale d'entraide des centres Madeleine Daniélou, AAECMD, est une association qui permet de « rester en contact les uns avec les autres, se donner un mutuel appui, être en prise avec l'actualité religieuse, culturelle, sociale, puiser en Dieu l'amour qui touche les cœurs ». Son fichier regroupe près de 20 000 noms et 2 500 cotisants, avec un triple objectif : apporter une aide morale et/ou financière dans les circonstances difficiles, proposer des rencontres culturelles, spirituelles, ouvertes à tous et favoriser les rencontres amicales entre les membres.
« Discerner la ligne de l’élan créateur dans un être et la suivre... Discerner aussi la conduite de Dieu sur lui et la seconder, telle est, disait Madeleine Daniélou, la mission de l’éducateur. »

## Œuvres
- Madeleine Daniélou, Œuvres complètes, 3 tomes, Paris, Cerf, 2011 :
  - Tome 1 : Action et inspiration, L'éducation selon l'Esprit, Quand vous priez  (ISBN 978-2-204-08574-8) ;
  - Tome 2 : Premier livre de sagesse, Second livre de sagesse, Visage de la famille  (ISBN 978-2-204-09484-9) ;
  - Tome 3 : Madame de Maintenon éducatrice, Fénelon et le duc de Bourgogne  (ISBN 978-2-204-09485-6).
- Revue de l'Université de Neuilly (1937-1943)  puis Les Cahiers de Neuilly à partir de 1943, directrice de publication  (ISSN 1141-0493).
- Action et inspiration, Paris, G. Beauchesne et fils, 1938.
- L'Éducation selon l'esprit, Paris, Plon, 1939, 227 pages. Prix Fabien de l'Académie française
- Visage de la famille, Paris, Bloud et Gay, 1940, 240 pages.
- Livre de sagesse pour les filles de France, Paris, Bloud et Gay, 1942, 244 pages ; rééd. 1945.
- Aux éducatrices..., Paris, 1943.
- Madame de Maintenon, éducatrice, Paris, Bloud et Gay, 1946, 223 pages.
- Second Livre de sagesse pour les filles de France, Paris, Bloud et Gay, 1950, 240 pages.
- Fénelon et le duc de Bourgogne. Étude d'une éducation, Paris, Bloud et Gay, 1955.
- Vous prierez ainsi, Paris, Desclée de Brouwer, 1960, 215 pages.
- Divers articles, préfaces, présentation d'œuvres.
- Prier 15 jours avec Madeleine Daniélou, textes choisis par Marie-Thérèse Abgrall, Montrouge, Nouvelle cité, 2001, 126 pages  (ISBN 2-85313-401-6).

## Hommage
Le jeudi 8 juillet 2010, la place Madeleine-Daniélou, à la limite entre Paris et Neuilly-sur-Seine est inaugurée en présence de Brigitte Kuster, maire du 17e arrondissement de Paris, de Jean-Christophe Fromantin, maire de Neuilly-sur-Seine, de Fatima Lalem, conseillère de Paris, chargée de l'égalité femmes/hommes et de Sophie Bassouls, petite-fille de Madeleine Daniélou,,. Cette place est la première en France à porter le nom de cette pédagogue, éducatrice engagée pour l’accès à l’éducation de tous et notamment des jeunes filles.